# Pericyclocera floricola
Pericyclocera floricola är en tvåvingeart som beskrevs av Borgmeier 1966. Pericyclocera floricola ingår i släktet Pericyclocera och familjen puckelflugor.
Artens utbredningsområde är Kalifornien. Inga underarter finns listade i Catalogue of Life.